# اللوح الرأسي (أثاث)

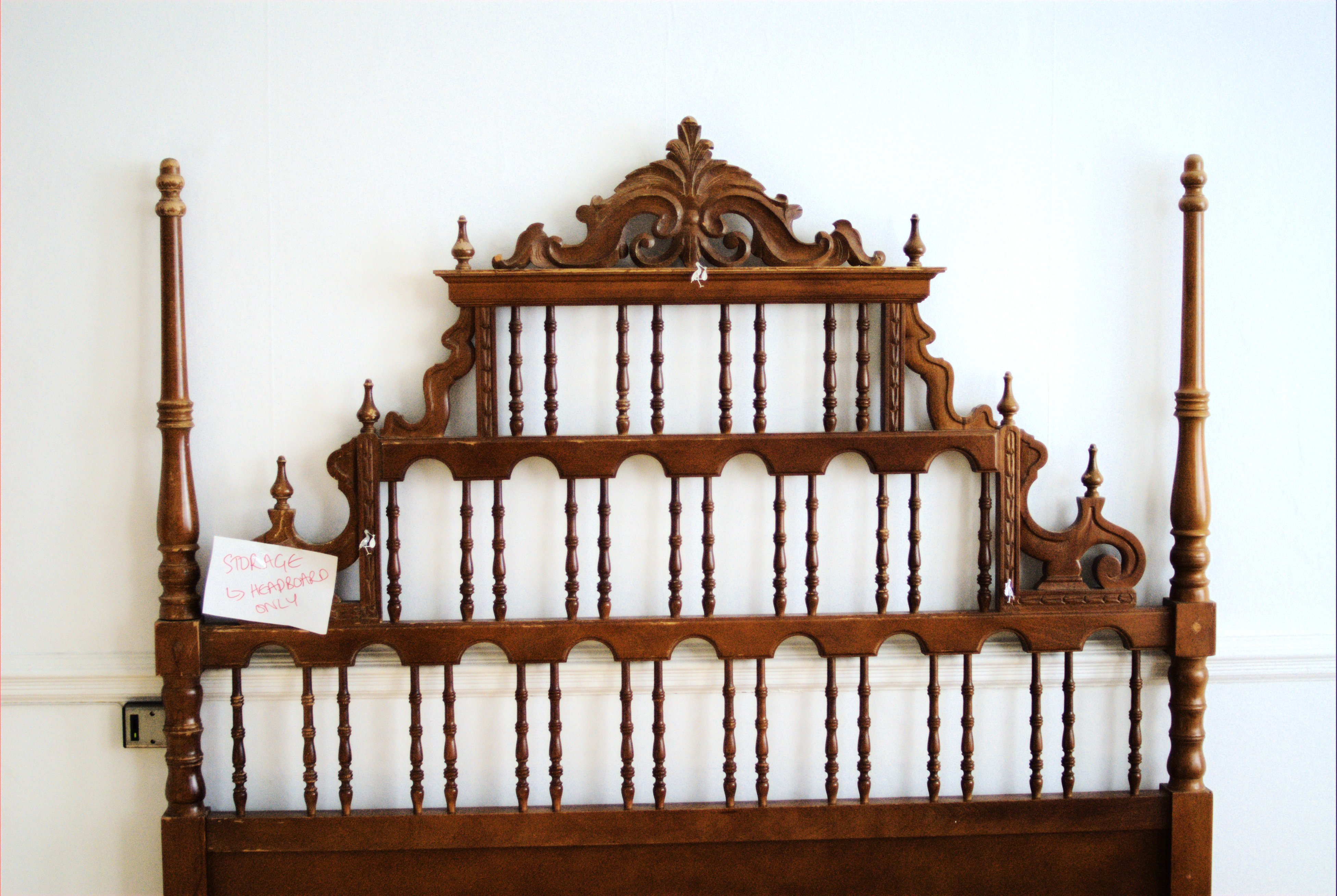
لوح رأسي خشبي.

اللوحُ الرأسيّ هو قطعةُ أثاث تُثبَّت عند رأس السرير. استُخدم تاريخيًّا لعزل النائمين عن البرد، أما في الاستخدام المعاصر، فيعتبر قطعه اثاث تجميلية للسرير لا أكثر.

## الهيئة
اللوح الرأسيّ يثبَّت عند طرف السرير حيث يستقر رأس النائم. غالبًا ما يُستكمل هذا اللوح بلوح قَدَميّ في الطرف المقابل للسرير بهدف تحقيق توازن جمالي في التصميم الكلي للسرير

## تاريخيا
تاريخيًّا، كان يُستخدَم اللوح الرأسيّ لعزل النائمين عن التيارات الهوائية والبرد في الأبنية التي كانت تفتقر إلى العزل الحراري الجيد. لهذا، كان يُصنَع غالبًا من الخشب لكونه أقلَّ توصيلًا للحرارة مقارنةً بالحجر أو الطوب. كانت الألواح تُصمَّم بحيث تُنشئ فراغًا بينها وبين الجدار, من خلال أعمدة جانبية أكثر سُمكًا مما يسمح للهواء البارد المار بالانحدار إلى الأرض بدلًا من المرور مباشرةً الى السرير. 
في الوقت الحاضر، مع توفّر التدفئة والعزل الحراري الجيد في المساكن الحديثة، تؤدّي الألواح الرأسيّة دورًا جماليًا في المقام الأول، إلى جانب وظائف عمليّة بسيطة مثل منع الوسائد من السقوط عن السرير. تتضمّن أيضًا مساحات تخزين للكتب والأغراض الشخصية، فضلًا عن وسائل راحة مثل المصابيح والهاتف.  قد تتضمن ألواح الرأس في أسرّة المستشفيات وظائف رعاية حرجة.